# 西格弗里德·费默
西格弗里德·沃尔夫冈·费默（Siegfried Wolfgang Fehmer，1911年1月10日—1948年3月16日）是一位纳粹德国党卫队军官。第二次世界大战期间，他曾驻扎在德占挪威，到战争结束时，他已在奥斯陆的盖世太保总部担任盖世太保奥斯陆支部指挥官。

## 早年经历
费默父母分别是拉脱维亚人和德国人。费默的父亲有俄罗斯国籍，他因此在乌克兰和莫斯科度过了童年，经历了1917年俄国革命。1918年，费默一家移居柏林，取得德国国籍。1930年1月，时年19岁的费默加入纳粹党。他曾在柏林洪堡大學学习法律。

## 盖世太保生涯
1934年起，费默受雇于盖世太保，曾在组织内担任多个职务。1940年4月29日，他被派往挪威，奉海因里希·费利斯之命，镇压挪威抵抗运动。1943年1月，他晋升为親衛隊高級突擊隊領袖，负责全挪威的反间谍调查工作。1945年2月，挪威的安全警察指挥架构发生变更，费默在奥斯陆的新支部出任第4处（即盖世太保）负责人。他在这个职位上一直工作到战争结束。

## 战后，被捕，死刑
隨著第二次世界大戰歐洲戰場的結束，费默為避免被捕而假扮成一名德意志國防軍士兵，和其他德军战俘混在一起。后来，他给一位女性友人打电话询问自己养的德國牧羊犬情况如何，但遭到出卖，随后被捕。
在因战争罪行而受审期间，费默曾试图证明自己帮助过一些囚犯，还说自己知道很多有价值的情报，试图以此逃过一死。为达此目的，他还写了一篇篇幅很长的关于自己在挪威的行动的报告书，这份资料目前被视作关于德国警察在德占挪威的活动的一大史料。有个曾在狱中照料费默的护士回忆说，费默当时认为自己会被引渡给美方，因為后者对他所知的关于共产党的情报很感兴趣。
挪威最高法院于1947年6月27日判处费默死刑。1948年2月24日，法庭维持原判，3月16日，费默在阿克斯胡斯城堡被行刑队枪决。